# Lubmin
Lubmin é um município da Alemanha localizado no distrito de Vorpommern-Greifswald, estado de Mecklemburgo-Pomerânia Ocidental.
É membro e sede do Amt de Lubmin.